# Liste der Monuments historiques in Bussières (Seine-et-Marne)
Die Liste der Monuments historiques in Bussières (Seine-et-Marne) führt die Monuments historiques in der französischen Gemeinde Bussières auf.

## Liste der Bauwerke
| Bezeichnung      | Beschreibung                  | Standort | Kennzeichnung | Schutzstatus | Datum | Bild           |
| ---------------- | ----------------------------- | -------- | ------------- | ------------ | ----- | -------------- |
| Kirche St-Médard | Erbaut im 12./13. Jahrhundert | (Lage)   | PA00086841    | Inscrit      | 1930  | weitere Bilder |

## Liste der Objekte
| Bezeichnung                               | Beschreibung    | Standort                       | Kennzeichnung | Schutzstatus | Datum | Bild |
| ----------------------------------------- | --------------- | ------------------------------ | ------------- | ------------ | ----- | ---- |
| Ölgemälde Lasset die Kinder zu mir kommen | 1850            | in der Kirche St-Médard (Lage) | PM77002535    | Inscrit      | 1977  |      |
| Ölgemälde Madonna mit Kind                | 19. Jahrhundert | in der Kirche St-Médard (Lage) | PM77003531    | Inscrit      | 1980  |      |